# Clemente Domínguez y Gómez
Clemente Domínguez y Gómez (Séville, le 23 avril 1946 - El Palmar de Troya, Utrera le 22 mars 2005) est le fondateur de l'Église chrétienne palmarienne des Carmélites de la Sainte-Face ou « Église catholique palmarienne » ; à la suite d'une vision, il s'est proclamé pape sous le nom de « Grégoire XVII » en 1978, dès la mort du pape Paul VI.

## Biographie
Après une jeunesse difficile, marquée par plusieurs fugues de la maison paternelle, ses facultés mentales sont, selon sa propre mère, très perturbées. Dans la présentation de ses disciples palmariens eux-mêmes, cette jeunesse n'est pas exempte de « certaines attaches avec les vanités de la vie ».
En 1968, quatre jeunes filles d'El Palmar de Troya affirment avoir eu une vision de la Vierge. Domínguez se rend sur les lieux en août 1969 et déclare pendant plusieurs années bénéficier lui aussi de visions mystiques, porter des stigmates et recevoir des messages du Ciel. Ces messages dénoncent une crise de l'Église catholique depuis le concile Vatican II, la dégradation croissante du clergé et la baisse de la pratique religieuse.
Le jour de Noël 1975, il est ordonné prêtre par Pierre Martin Ngo Dinh Thuc avec quatre autres séminaristes, puis tous les cinq sont ordonnés évêque le 12 janvier 1976, toujours par Pierre Martin Ngo Dinh Thuc.
Le 29 mai 1976, au cours d'un trajet sur l'autoroute Bilbao-Behobia, il est victime d'un grave accident d'automobile où il perd la vue. Cette infirmité n'empêche pas le nouvel évêque de sacrer à son tour de nouveaux évêques pour son ordre. Les autorités espagnoles civiles essayent de faire cesser les manifestations publiques des Carmes d'El Palmar de Troya, en s'appuyant sur le Code criminel en vigueur à l'époque, qui réprime le délit d'« usurpation de titres et d'honneurs ». Il est mis en prison, peu de temps, pour avoir porté des vêtements épiscopaux.
En 1978, il assure avoir eu la vision surnaturelle de Jésus-Christ lui ordonnant de se proclamer pape à la mort de Paul VI, laquelle survient peu après ; cette vision condamne l'« hérésie », à savoir le modernisme (déjà condamné par Pie X) et le communisme, idéologies que, selon lui, le IIe concile œcuménique du Vatican aurait acceptées. C'est à Bogota, en Colombie, où il séjourne, qu'il se proclame pape en août 1978.
Ceux qui l'accompagnaient à Bogotá assurent avoir vu un papillon se poser sur la tête de Clemente Domínguez, au moment même où il tombait en extase et avait la vision du pape Paul VI venant de mourir à Castel Gandolfo ; avec saint Pierre qui l'accompagnait, le défunt pontife proclamait que Jésus-Christ avait directement choisi le nouveau pape. Le papillon fut capturé et conservé comme une relique parce qu'on croyait que c'était la forme prise par l'Esprit Saint pour sanctionner de façon visible l'élection papale. Le nouveau pontife donne immédiatement sa première bénédiction urbi et orbi depuis le balcon de sa chambre d'hôtel à Bogotá, paré des ornements pontificaux et la tête ceinte d'une tiare pontificale improvisée.
Le nouveau pape revient en Espagne, où il se consacre à l'organisation de son Église, créant un Sacré-Collège et nommant un secrétaire d'État en la personne de son second, l'évêque Manuel Alonso Corral, appelé père Isidoro. Il est bien sûr immédiatement excommunié par l'Église catholique, à quoi il réplique sans tarder en excommuniant lui-même l'ensemble de la hiérarchie à commencer par les cardinaux romains et frappant de nullité toute élection papale qui se tiendrait à Rome. La même année, il canonise des personnalités du franquisme mortes plusieurs années auparavant. 
À l'emplacement des premières apparitions à El Palmar de Troya une église, devenue par la suite une grande basilique, a été érigée. Grégoire en fait son petit Vatican, le nouveau Saint-Siège, c'est de là qu'il lance ses excommunications (entre autres contre les papes qui se succédèrent à Rome, Jean-Paul Ier, Jean-Paul II et Juan Carlos Ier, le roi d'Espagne. 
Au cours de la décennie 1990, il est accusé d'abus sexuels à l'encontre des prêtres et des religieuses de son ordre, de détournement de fonds et de pédophilie. En 1997, Domínguez reconnait avoir commis la totalité de ces faits et en demande pardon. Il meurt à 58 ans, à peine 11 jours avant Jean-Paul II. Son « pontificat » aura ainsi duré presque exactement le même temps que celui de son concurrent. Selon ses fidèles, Domínguez Gómez était destiné à être le dernier pape, à être crucifié et à mourir à Jérusalem, puis à revenir sur la Terre sous le nom de Pierre II. Son successeur, Manuel Alonso Corral, s'est précisément fait appeler Pierre II et, joint au Collège des cardinaux de l'Église catholique palmarienne, il a canonisé Clément en le nommant « le Saint pape Grégoire XVII, le Très Grand ».

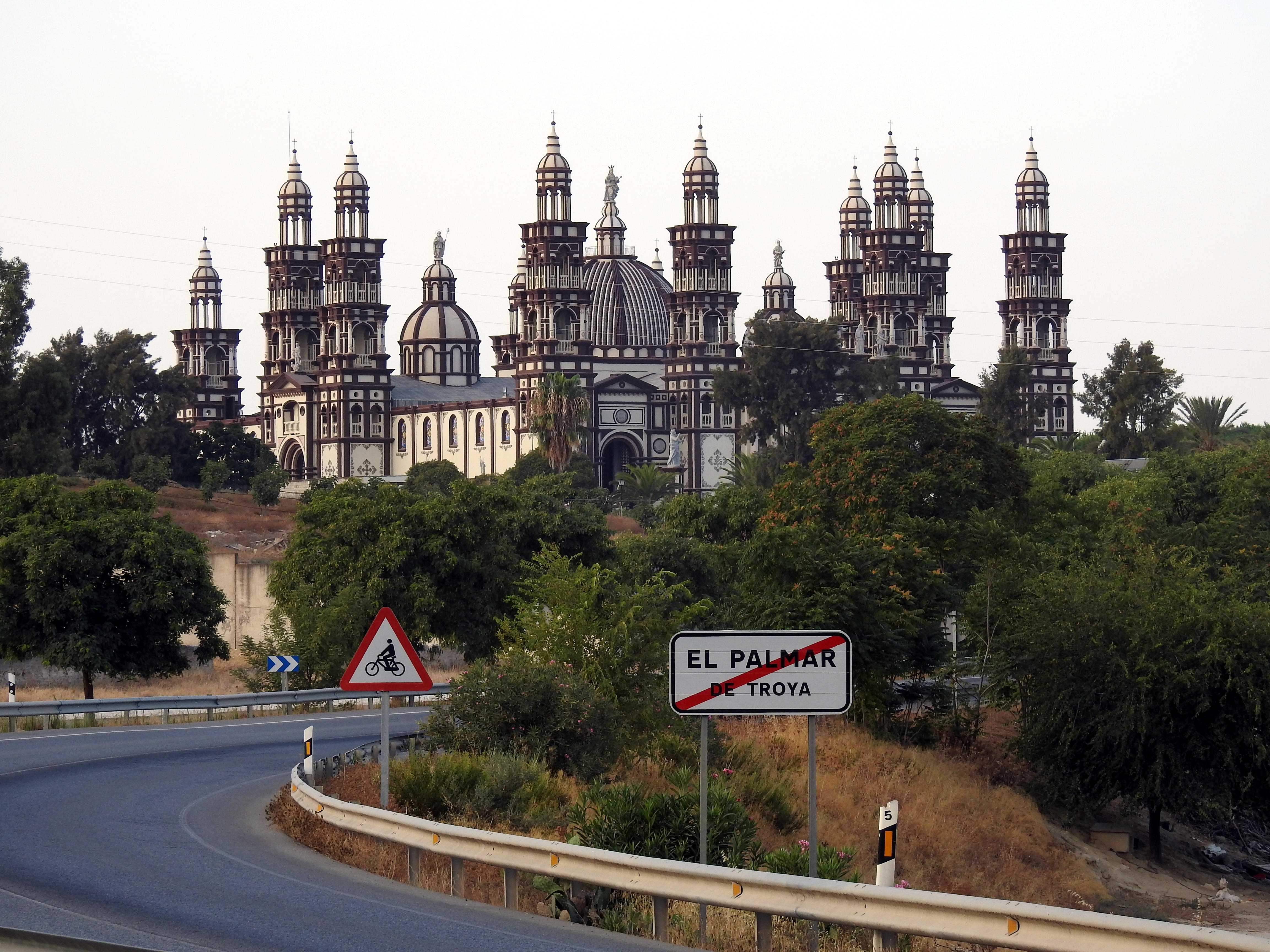
La cathédrale de l'Église palmarienne.

Par ailleurs l'Église catholique palmarienne a canonisé, entre autres, Josemaría Escrivá de Balaguer, Francisco Franco, José Antonio Primo de Rivera, Luis Carrero Blanco, Pélage le Conquérant, et Christophe Colomb,.